# 綾小路きみまろの人生ひまつぶし
『綾小路きみまろの人生ひまつぶし』（あやのこうじきみまろのじんせいひまつぶし）は、テレビ大阪で2014年10月3日から2016年9月25日まで放送されていた紀行番組で、綾小路きみまろの冠番組である。当初は毎週金曜日の11:30 - 12:00（JST）の放送だったが、2015年4月5日からは毎週日曜日の11:30 - 12:00（JST）に放送枠を移動、さらに2016年4月3日から放送枠を毎週日曜日の14:00 - 14:54（JST）に移動し、1時間番組としてリニューアルした。

## 概要
綾小路きみまろが、これまで漫談ライブなどで訪れた日本各地を訪れ、その土地の人々との触れ合いを描いたドキュメントタッチの旅をおくっていた。
2016年4月3日の番組リニューアルからは、きみまろが結婚40年以上の一般のベテラン夫婦と対談する内容にリニューアルした。
2016年9月25日をもって放送を終了した。

## 出演者
MC
- 綾小路きみまろ

レギュラー
- 小原正子（クワバタオハラ）（2016年4月3日 - ） - 「あれから40年さん こんにちは」コーナー・アシスタント 

## なりゆき旅のマドンナ
2016年4月3日からのきみまろがライブで訪れた場所に案内する美女
- 西田ひかる
- 池上季実子
- 松居直美
- 麻丘めぐみ
- 堀ちえみ
- 夏樹陽子

## テーマソング
- 『ぴんぴんころりぴんころり』
  - 作詞・唄：綾小路きみまろ、作曲：伊戸のりお、発売：テイチクエンタテインメント

## 放送リスト
| 2014年 | 2014年   | 2014年       | 2014年 |
| 回     | 放送日   | 訪れた場所   | 備考   |
| ------ | -------- | ------------ | ------ |
| 1      | 10月3日  | 奈良県桜井市 |        |
| 2      | 10月10日 | 奈良県桜井市 |        |
| 3      | 10月17日 | 京都府綾部市 |        |
| 4      | 10月24日 | 京都府綾部市 |        |
| 5      | 10月31日 | 京都府綾部市 |        |
| 6      | 11月7日  | 滋賀県大津市 |        |
| 7      | 11月14日 | 滋賀県大津市 |        |
| 8      | 11月21日 | 滋賀県大津市 |        |
| 9      | 11月28日 | 青森県むつ市 |        |
| 10     | 12月5日  | 青森県むつ市 |        |
| 11     | 12月12日 | 青森県むつ市 |        |
| 12     | 12月19日 |              | 総集編 |

| 2015年 | 2015年   | 2015年           | 2015年                                                                  |
| 回     | 放送日   | 訪れた場所       | 備考                                                                    |
| ------ | -------- | ---------------- | ----------------------------------------------------------------------- |
| 13     | 1月9日   | 愛媛県西予市     |                                                                         |
| 14     | 1月16日  | 愛媛県西予市     |                                                                         |
| 15     | 1月23日  | 愛媛県西予市     |                                                                         |
| 16     | 1月30日  | 長野県須坂市     |                                                                         |
| 17     | 2月6日   | 長野県須坂市     |                                                                         |
| 18     | 2月13日  | 長野県須坂市     |                                                                         |
| 19     | 2月20日  | 広島県福山市     |                                                                         |
| 20     | 2月27日  | 広島県福山市     |                                                                         |
| 21     | 3月6日   | 広島県福山市     |                                                                         |
| 22     | 3月13日  | 茨城県小美玉市   |                                                                         |
| 23     | 3月20日  | 茨城県小美玉市   |                                                                         |
| 24     | 3月27日  | 茨城県小美玉市   |                                                                         |
| 25     | 4月5日   | 栃木県鹿沼市     | この回から1時間番組にリニューアルし、日曜 11:30 - 12:30での放送となる。 |
| 26     | 4月12日  | 栃木県鹿沼市     |                                                                         |
| 27     | 4月19日  | 栃木県鹿沼市     |                                                                         |
| 28     | 5月3日   | 熊本県熊本市     |                                                                         |
| 29     | 5月10日  | 熊本県熊本市     |                                                                         |
| 30     | 5月17日  | 熊本県熊本市     |                                                                         |
| 31     | 5月24日  | 熊本県熊本市     |                                                                         |
| 32     | 5月31日  | 愛知県安城市     |                                                                         |
| 33     | 6月7日   | 愛知県安城市     |                                                                         |
| 34     | 6月14日  | 愛知県安城市     |                                                                         |
| 35     | 6月21日  | 愛知県安城市     |                                                                         |
| 36     | 6月28日  | 兵庫県高砂市     |                                                                         |
| 37     | 7月5日   | 兵庫県高砂市     |                                                                         |
| 38     | 7月12日  | 兵庫県高砂市     |                                                                         |
| 39     | 7月19日  | 兵庫県高砂市     |                                                                         |
| 40     | 7月26日  | 北海道札幌市     |                                                                         |
| 41     | 8月2日   | 北海道札幌市     |                                                                         |
| 42     | 8月9日   | 北海道札幌市     |                                                                         |
| 43     | 8月16日  | 北海道札幌市     |                                                                         |
| 44     | 8月23日  | 神奈川県相模原市 |                                                                         |
| 45     | 8月30日  | 神奈川県相模原市 |                                                                         |
| 46     | 9月6日   | 神奈川県相模原市 |                                                                         |
| 47     | 9月13日  | 神奈川県相模原市 |                                                                         |
| 48     | 9月20日  | 大阪府岸和田市   |                                                                         |
| 49     | 9月27日  | 大阪府岸和田市   |                                                                         |
| 50     | 10月4日  | 大阪府岸和田市   |                                                                         |
| 51     | 10月11日 | 大阪府岸和田市   |                                                                         |
| 52     | 10月18日 | 埼玉県川越市     |                                                                         |
| 53     | 10月25日 | 埼玉県川越市     |                                                                         |
| 54     | 11月1日  | 埼玉県川越市     |                                                                         |
| 55     | 11月8日  | 埼玉県川越市     |                                                                         |
| 56     | 11月15日 | 新潟県上越市     |                                                                         |
| 57     | 11月22日 | 新潟県上越市     |                                                                         |
| 58     | 11月29日 | 新潟県上越市     |                                                                         |
| 59     | 12月6日  | 新潟県上越市     |                                                                         |
| 60     | 12月13日 | 奈良県大和郡山市 |                                                                         |
| 61     | 12月20日 | 奈良県大和郡山市 |                                                                         |

| 2016年 | 2016年  | 2016年           | 2016年                                       |
| 回     | 放送日  | 訪れた場所       | 備考                                         |
| ------ | ------- | ---------------- | -------------------------------------------- |
| 62     | 1月10日 | 奈良県大和郡山市 |                                              |
| 63     | 1月17日 | 奈良県奈良市     |                                              |
| 64     | 1月24日 | 福岡県福岡市     |                                              |
| 65     | 1月31日 | 福岡県福岡市     |                                              |
| 66     | 2月7日  | 福岡県福岡市     |                                              |
| 67     | 2月14日 | 福岡県福岡市     |                                              |
| 68     | 2月21日 | 福岡県福岡市     |                                              |
| 69     | 2月28日 | 宮城県仙台市     |                                              |
| 70     | 3月6日  | 宮城県仙台市     |                                              |
| 71     | 3月13日 | 宮城県仙台市     |                                              |
| 72     | 3月20日 | 宮城県仙台市     |                                              |
| 73     | 3月27日 |                  | 「厳選!ユニーク中高年スペシャル」            |
| 74     | 4月3日  | 香川県多度津町   | この回から日曜 14:00 - 14:54での放送となる。 |
| 75     | 4月10日 | 香川県多度津町   |                                              |
| 76     | 4月17日 | 香川県多度津町   |                                              |
| 77     | 4月24日 | 香川県多度津町   |                                              |
| 78     | 5月1日  | 群馬県藤岡市     |                                              |
| 79     | 5月8日  | 群馬県藤岡市     |                                              |
| 80     | 5月15日 | 群馬県藤岡市     |                                              |
| 81     | 5月22日 | 群馬県藤岡市     |                                              |
| 82     | 5月29日 | 香川県坂出市     |                                              |
| 83     | 6月5日  | 神奈川県茅ヶ崎市 |                                              |
| 84     | 6月12日 | 神奈川県茅ヶ崎市 |                                              |
| 85     | 6月19日 | 神奈川県茅ヶ崎市 |                                              |
| 86     | 6月26日 | 神奈川県茅ヶ崎市 |                                              |
| 87     | 7月3日  | 静岡県裾野市     |                                              |
| 88     | 7月10日 | 静岡県裾野市     |                                              |
| 89     | 7月17日 | 静岡県裾野市     |                                              |
| 90     | 7月24日 | 大阪府富田林市   |                                              |
| 91     | 7月31日 | 大阪府富田林市   |                                              |
| 92     | 8月7日  | 大阪府富田林市   |                                              |
| 93     | 8月21日 | 大阪府富田林市   |                                              |
| 94     | 8月28日 |                  | 「数珠つなぎSP」                             |
| 95     | 9月4日  | 大阪府東大阪市   |                                              |
| 96     | 9月11日 |                  | 「“数珠つなぎ企画”特別編」                   |
| 97     | 9月18日 | 福井県越前市     |                                              |
| 98     | 9月25日 | 福井県越前市     |                                              |

## スタッフ
- ナレーター：堀尾若奈、大江戸よし々、桐谷蝶々
- 構成：興津豪乃
- カメラ：井澤和彦、竹本幸弘、置塩勝也
- 音声：高橋諒
- ビジュアルフォーマット：松本哲也
- 編集：本間貢
- MA：長瀬貴広
- 音効：大久保吉久
- 技術協力：テーク・ワン、ヌーベルアージュ、ヴェントゥオノ、ウイズユー
- 協力：TYクリエイション、テイチクエンタテインメント
- AD：志賀裕史
- ディレクター：冨田英男、伊藤強
- 演出：小林浩太郎
- プロデューサー：庄田真人（TVO）、三谷聖一（TYクリエイション）
- コンテンツプロデューサー：田中洋行（TVO）
- チーフプロデューサー：佐藤寛（TVO）
- 制作協力：テレビ大阪
- 製作著作：「綾小路きみまろの人生ひまつぶし」製作委員会

## ネット局
| 放送対象地域 | 放送局                | 系列           | 放送日時                 | 放送期間                       | 特記事項 |
| ------------ | --------------------- | -------------- | ------------------------ | ------------------------------ | --- |
| 大阪府       | テレビ大阪 【制作局】 | テレビ東京系列 | 日曜 14:00 - 14:54       | 2014年10月3日 - 2016年9月25日  | 2014年10月3日から2015年3月27日までは金曜11:30 - 12:00、 2015年4月5日から2016年3月26日までは日曜 11:30 - 12:00。  |
| 鹿児島県     | 鹿児島放送            | テレビ朝日系列 | 土曜 6:00 - 7:00         | 2014年10月26日 - 2016年11月5日 | 2014年10月26日より単発放送、 2016年4月23日からレギュラー放送を開始。                                             |
| 日本全域     | BSジャパン            | BSデジタル放送 | 月曜・火曜 17:58 - 19:00 | 2015年4月8日 -                 | 2014年10月4日から2015年3月28日までは土曜 17:30 - 18:00、 2015年4月8日から2016年9月30日までは金曜 18:54 - 19:55。 |
| 宮崎県       | 宮崎放送              | TBS系列        | 木曜 14:00 - 15:00       | 2015年7月2日 - 2016年11月17日  | 2回連続放送。 2016年3月までは木曜 15:00 - 15:30。                                                                |
| 石川県       | 北陸放送              | TBS系列        | 月曜 14:50 - 15:40       | 2015年4月2日 -                 | 2015年4月2日から2016年7月21日までは木曜 9:55 - 10:30。 編成の都合で休止する場合あり。                            |
| 宮城県       | 東北放送              | TBS系列        | 土曜 5:30 - 6:00         | 2015年8月27日 -                | 2015年8月27日から2016年12月22日までは木曜 9:55 - 10:25。 2017年1月中は休止。2017年2月4日より再開。               |
| 愛媛県       | 愛媛朝日テレビ        | テレビ朝日系列 | 土曜 7:25 - 8:00         | 2015年10月3日 -                | |
| 奈良県       | 奈良テレビ            | 独立局         | 土曜 13:30 - 14:00       | 2015年10月3日 - 2016年10月1日  | 2016年10月3日より月曜 16:00 - 16:30に再放送。                                                                    |
| 日本全域     | J:COMテレビ           | CATV           | 木曜 9:00 - 9:30         | 不明                           | |
| 日本全域     | チャンネル銀河        | 衛星放送       | 金曜 4:00 - 5:00         | 2015年10月2日 -                | 2015年12月現在は再放送もあり。                                                                                   |
| 新潟県       | 新潟総合テレビ        | フジテレビ系列 | 木曜 16:22 - 16:50       | 2016年2月11日 - 2016年9月29日  | 新潟県上越市の回（2015年11月15日放送分）から放送開始。                                                           |
| 長野県       | テレビ信州            | 日本テレビ系列 | 土曜 14:30 - 15:25       | 2015年4月5日 - 2017年3月25日   | 2016年7月31日までは日曜10:55 - 11:25。                                                                           |
| 広島県       | 広島テレビ            | 日本テレビ系列 | 木曜 10:25 - 10:55       | 2016年3月31日 -                | 栃木県鹿沼市の回（2015年4月5日放送分）から放送開始。                                                             |
| 山形県       | 山形放送              | 日本テレビ系列 | 土曜 13:00 - 13:30       | 2016年4月9日 -                 | |

※一部ネット局では30分の短縮版を放送。
単発・不定期放送
- 関東広域圏：テレビ東京
- 青森県：青森テレビ
- 岩手県：岩手めんこいテレビ
- 福島県：福島テレビ
- 富山県：富山テレビ：2015年10月より平日15:00 - 15:30の枠にて不定期放送
- 岡山県・香川県：テレビせとうち：2016年3月9日までは土曜18:30 - 18:58に不定期放送。2016年3月23日から4月1日までは月曜 - 金曜 15:00 - 15:30。以降も不定期放送中。
- 広島県：中国放送
- 愛媛県：テレビ愛媛：愛媛県の回のみ放送
- 熊本県：熊本放送
- 大分県：大分朝日放送

過去のネット局
| 放送対象地域 | 放送局       | 系列           | 放送日時           | 放送期間                       | 特記事項 |
| ------------ | ------------ | -------------- | ------------------ | ------------------------------ | --- |
| 長崎県       | 長崎放送     | TBS系列        | 水曜 14:55 - 15:30 | 2015年1月14日 - 5月27日        | |
| 秋田県       | 秋田テレビ   | フジテレビ系列 | 火曜 16:20 - 16:50 | 2015年8月18日 - 9月29日        | |
| 北海道       | テレビ北海道 | テレビ東京系列 | 平日 8:00 - 8:30   | 2014年10月8日 - 2015年11月13日 | 2015年3月25日までは水曜12:30 - 13:00。 2015年4月から8月までは土曜12:30 - 13:00。 週→日によっては再放送の場合あり。 |
| 福岡県       | TVQ九州放送  | テレビ東京系列 | 日曜 10:30 - 11:00 | 2015年1月18日 - 2016年3月20日  | |
| 愛知県       | テレビ愛知   | テレビ東京系列 | 金曜 10:30 - 11:00 | 2015年10月16日 - 2016年3月24日 | 2015年1月10日から2015年10月10日までは土曜 18:30 - 18:59。                                                          |

## スペシャル番組
- 『綾小路きみまろプレゼンツ 歌あり笑いあり涙あり ニッポンの中高年大集合SP〜春ノ陣〜』
テレビ大阪：2016年3月19日 18:59 - 20:54[4]
テレビ東京：2016年5月4日 14:00 - 16:00

## DVD
いずれも発売元はテイチクエンタテインメント。
- 綾小路きみまろの人生ひまつぶし 第1巻「奈良&京都編」
- 綾小路きみまろの人生ひまつぶし 第2巻「滋賀&青森編」
- 綾小路きみまろの人生ひまつぶし 第3巻「愛媛&長野編」
- 綾小路きみまろの人生ひまつぶし 第4巻「広島&茨城編」